# Canciones 1984-1996
Canciones 1984-1996 es un álbum recopilatorio lanzado en el año 2000 y editado en doble CD que contiene los grandes momentos de la banda española Héroes del Silencio. Incluye rarezas y nuevas mezclas hechas por Phil Manzanera en los estudios Gallery de Londres donde en varios temas Enrique Bunbury volvió a grabar sus voces, algo lógico en algunas canciones de la primera época como Héroe de leyenda. Este hecho dio lugar a rumores sobre el regreso de la agrupación. 

## Lista de canciones[1]
Todos los temas compuestos por Andreu/Bunbury/Cardiel/Valdivia, excepto donde se indica.
CD 1
| N.º | Canción                         | Compositor(es)                              | Duración |
| --- | ------------------------------- | ------------------------------------------- | -------- |
| 1.  | "Entre dos tierras"             |                                             | 6:09     |
| 2.  | "Maldito duende"                |                                             | 4:13     |
| 3.  | "Mar adentro"                   |                                             | 3:59     |
| 4.  | "La sirena varada"              |                                             | 4:15     |
| 5.  | "Deshacer el mundo"             | Andreu/Bunbury/Cardiel/Valdivia/Boguslavsky | 4:47     |
| 6.  | "La herida" (Edit)              |                                             | 4:37     |
| 7.  | "Apuesta por el R’n’R"          | Aznar/Sopeña                                | 3:49     |
| 8.  | "Flor venenosa" (N.M.)          |                                             | 4:06     |
| 9.  | "Despertar"                     |                                             | 2:51     |
| 10. | "Opio" (En Directo)             | Andreu/Bunbury/Cardiel/Valdivia/Boguslavsky | 5:56     |
| 11. | "Tesoro" (N.M.)                 |                                             | 2:20     |
| 12. | "En brazos de la fiebre" (N.M.) | Andreu/Bunbury/Cardiel/Valdivia/Boguslavsky | 4:44     |
| 13. | "Fuente esperanza" (N.M.)       |                                             | 4:39     |
| 14. | "Oración" (En Directo)          |                                             | 4:22     |
| 15. | "No más lágrimas" (En Directo)  |                                             | 3:35     |

CD 2
| N.º | Canción                        | Compositor(es)                              | Duración |
| --- | ------------------------------ | ------------------------------------------- | -------- |
| 1.  | "Iberia sumergida"             | Andreu/Bunbury/Cardiel/Valdivia/Boguslavsky | 5:19     |
| 2.  | "La chispa adecuada"           | Andreu/Bunbury/Cardiel/Valdivia/Boguslavsky | 5:26     |
| 3.  | "Héroe de leyenda" (N.M.)      |                                             | 4:09     |
| 4.  | "Con nombre de guerra" (N.M.)  |                                             | 4:14     |
| 5.  | "Flor de loto" (Edit)          |                                             | 4:27     |
| 6.  | "Avalancha"                    | Andreu/Bunbury/Cardiel/Valdivia/Boguslavsky | 5:56     |
| 7.  | "Agosto" (N.M.)                |                                             | 4:23     |
| 8.  | "Malas intenciones"            |                                             | 3:46     |
| 9.  | "Nuestros nombres" (Edit)      |                                             | 4:01     |
| 10. | "Virus"                        | Andreu/Bunbury/Cardiel/Valdivia/Boguslavsky | 4:34     |
| 11. | "La carta"                     |                                             | 3:06     |
| 12. | "El camino del exceso" (Remix) |                                             | 4:20     |
| 13. | "Hace tiempo" (En Directo)     |                                             | 5:20     |
| 14. | "El estanque" (En Directo)     |                                             | 4:09     |

- (N.M. = Nueva Mezcla)

## Personal[1]

### Músicos
- Enrique Bunbury - Voz, guitarra acústica y armónica.
- Juan Valdivia - Guitarra.
- Joaquín Cardiel - Bajo eléctrico y coros.
- Pedro Andreu - Batería.
- Alan Boguslavsky - Guitarra rítmica y coros.

### Producción
- Gustavo Montesano, Roberto Durruti - Héroe de leyenda, El mar no cesa (producción original).
- Phil Manzanera - Senderos de traición, El espíritu del vino (producción original).
- Bob Ezrin - Avalancha (producción original).
- Héroes del Silencio - En directo, Senda '91, Parasiempre (producción original).
- Phil Manzanera - Nueva Mezcla de los temas 8, 11, 12, 13 del CD 1 y 3, 4, 7 del CD 2 y realización de la remezcla del tema 12 del CD 2 en Gallery Studios (Londres).
- Los temas 8, 11, 12, 13 del CD 1 y 3, 7 del CD 2 se cantaron nuevamente.
- Charles Rees, Jamie Johnson - Ingeniería.
- La totalidad del material que aparece en el álbum fue remasterizada por Ian Cooper en Metropolis Studios (Londres), volcado directamente de las cintas analógicas de 1/2" y 1/4" de junio a agosto del 2000.
- Zona de Obras - Diseño gráfico.